# Иршенберг
Иршенберг (њем. Irschenberg) општина је у њемачкој савезној држави Баварска. Једно је од 17 општинских средишта округа Мисбах. Према процјени из 2010. у општини је живјело 3.048 становника. Посједује регионалну шифру (AGS) 9182123.

## Географски и демографски подаци
Иршенберг се налази у савезној држави Баварска у округу Мисбах. Општина се налази на надморској висини од 731 метра. Површина општине износи 53,9 km². У самом мјесту је, према процјени из 2010. године, живјело 3.048 становника. Просјечна густина становништва износи 57 становника/km².